# Kapamilya Channel
Kapamilya Channel (estilizado como Kapamilya channel) es un canal de televisión por cable filipino propiedad y operado por la Corporación ABS-CBN. El canal comenzó a transmitir el 13 de junio de 2020 a las 5:30 con Kapamilya Daily Mass como su primer programa.
El canal se creó como un reemplazo del canal terrestre principal ABS-CBN que cesó las operaciones de transmisión gratuita según lo ordenado por la Comisión Nacional de Telecomunicaciones el 5 de mayo de 2020, debido a la caducidad de su franquicia legislativa. Lleva muchos de los programas que ABS-CBN emitió antes de la detención.

## Programas

### Noticias y actualidad
- TeleRadyo
  - Sakto
  - Kabayan
  - TeleRadyo Balita
- Iba 'Yan
- Paano Kita Mapasasalamatan
- S.O.C.O.: Scene of the Crime Operatives
- TV Patrol
- The World Tonight

### Programas educativos
- Bayani (recepción)
- Epol/Apple (recepción)
- Hiraya Manawari (recepción)
- MathDali (recepción)
- Sine'skwela (recepción)
- Wikaharian

### Informativo
- Team FitFil

### Programas de realidad
- Pinoy Big Brother

### Programas religiosos
- Kapamilya Daily Mass
- The Healing Eucharist

### Series de televisión

#### Series nacionales
- Huwag Kang Mangamba
- Ang Probinsyano
- Ipaglaban Mo!
- Maalaala Mo Kaya
- Dolce Amoré (recepción)
- Asintado (recepción)
- Magpahanggang Wakas (recepción)
- Init sa Magdamag

#### Series extranjeras
- Familiar Wife
- The King in Love
- Count Your Lucky Stars

### Programas de variedades
- ASAP Natin 'To
- It's Showtime

### Programas de entrevistas
- Magandang Buhay

### Especiales
- G Diaries
- Sunday's Best

### Bloques de películas y presentación especial
- FPJ Da King
- Kapamilya Blockbusters
  - Kapamilya Action Sabado
  - Kapamilya Gold Hits
  - KB Family Weekend
  - Super Kapamilya Blockbusters
- Movie Central Presents